# Торнбург (Ајова)
Торнбург (енгл. Thornburg) град је у америчкој савезној држави Ајова. По попису становништва из 2010. у њему је живело 67 становника.

## Демографија
Према попису становништва из 2010. у граду је живело 67 становника, што је -17 (-20.2%) становника више него 2000. године.
| Група             | 2000.       | 2010.      |
| Белци             | 84 (100.0%) | 66 (98,5%) |
| Афроамериканци    | 0 (0,0%)    | 0 (0,0%)   |
| Азијати           | 0 (0,0%)    | 0 (0,0%)   |
| Хиспаноамериканци | 0 (0,0%)    | 1 (1,5%)   |
| Укупно            | 84          | 67         |